# Fuerza Expedicionaria Estadounidense en Siberia

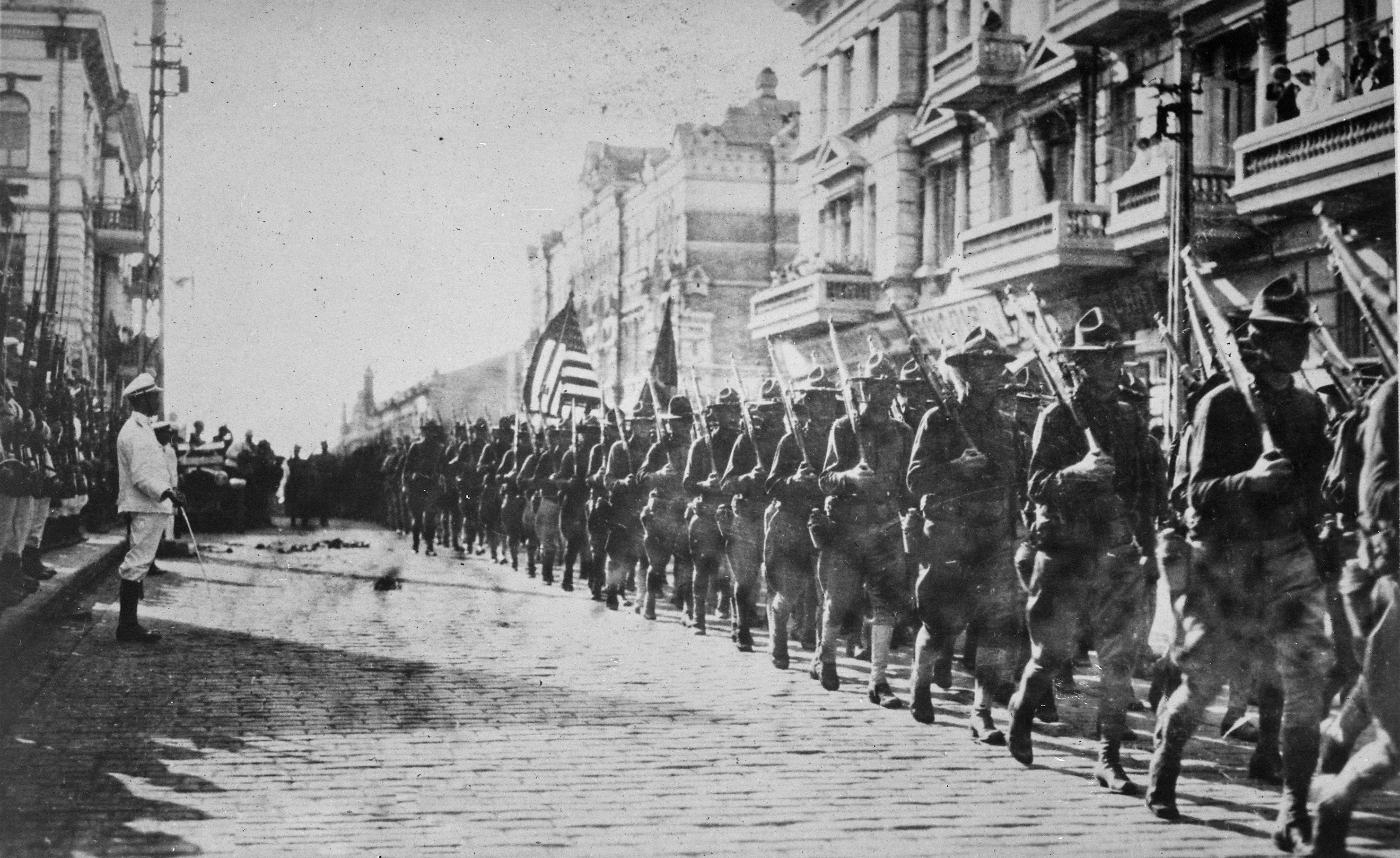
Soldados estadounidenses en Vladivostok desfilando ante el edificio ocupado por personal checoslovaco.

La Fuerza Expedicionaria Estadounidense que invadió Siberia (en inglés: American Expeditionary Force o AEF) fue una formación del Ejército de los Estados Unidos involucrado en la Guerra Civil Rusa en Vladivostok, Rusia, durante el final de la Primera Guerra Mundial después de la Revolución de Octubre, desde 1918 hasta 1920. La fuerza fue parte de la mayor intervención aliada en el norte de Rusia. Como resultado de esta expedición, las primeras relaciones entre los Estados Unidos y la Unión Soviética fueron pobres.
Los motivos dados por el presidente de los Estados Unidos Woodrow Wilson para enviar tropas a Siberia eran tanto diplomáticos como militares. Una de las principales razones fue rescatar a los 40.000 hombres de la Legión Checoslovaca, que estaban siendo retenidos por las fuerzas bolcheviques mientras intentaban abrirse camino a lo largo del Ferrocarril Transiberiano hacia Vladivostok, y se esperaba, finalmente, al Frente Occidental. Otra razón importante fue proteger las grandes cantidades de suministros militares y material rodante del ferrocarril que los Estados Unidos habían enviado al Lejano Oriente ruso en apoyo de los esfuerzos de guerra del Imperio ruso en el Frente Oriental. Wilson destacó igualmente la necesidad de "estabilizar cualquier esfuerzo de autogobierno o autodefensa en el que los propios rusos puedan estar dispuestos a aceptar ayuda". En ese momento, las fuerzas bolcheviques solo controlaban pequeños bolsillos en Siberia y el presidente Wilson quería asegurarse de que ni los merodeadores cosacos ni el ejército japonés aprovecharan el inestable entorno político a lo largo de la línea ferroviaria estratégica y en las regiones siberianas ricas en recursos que se extendían a ambos lados.
Al mismo tiempo y por razones similares, cerca de 5.000 soldados estadounidenses fueron enviados por Wilson a Arcángel, en Rusia, como parte de la Expedición Oso Polar.

## Historia
La AEF en Siberia fue comandada por el General de División William S. Graves y finalmente totalizó 7.950 oficiales y hombres alistados. La fuerza incluía los Regimientos de Infantería 27º y 31.º del Ejército de EE.UU., además de un gran número de voluntarios de los Regimientos de Infantería 12º, 13º y 62.º de la 8ª División, la antigua división de Graves.
Las tropas de EE. UU. estaban equipadas con fusiles automáticos Browning M1918 (BAR) y escopetas/limpiadoras de trincheras Browning Auto-5, rifles Springfield M1903 y pistolas M1911 del calibre 45, según sus funciones. También se usaron rifles Mosin-Nagant.
Aunque el General Graves no llegó a Siberia hasta el 4 de septiembre de 1918, las primeras 3.000 tropas estadounidenses desembarcaron en Vladivostok entre el 15 de agosto y el 21 de agosto de 1918. Fueron asignados rápidamente a la vigilancia de varios segmentos a lo largo del ferrocarril entre Vladivostok y Nikolsk-Ussuriski en el norte.

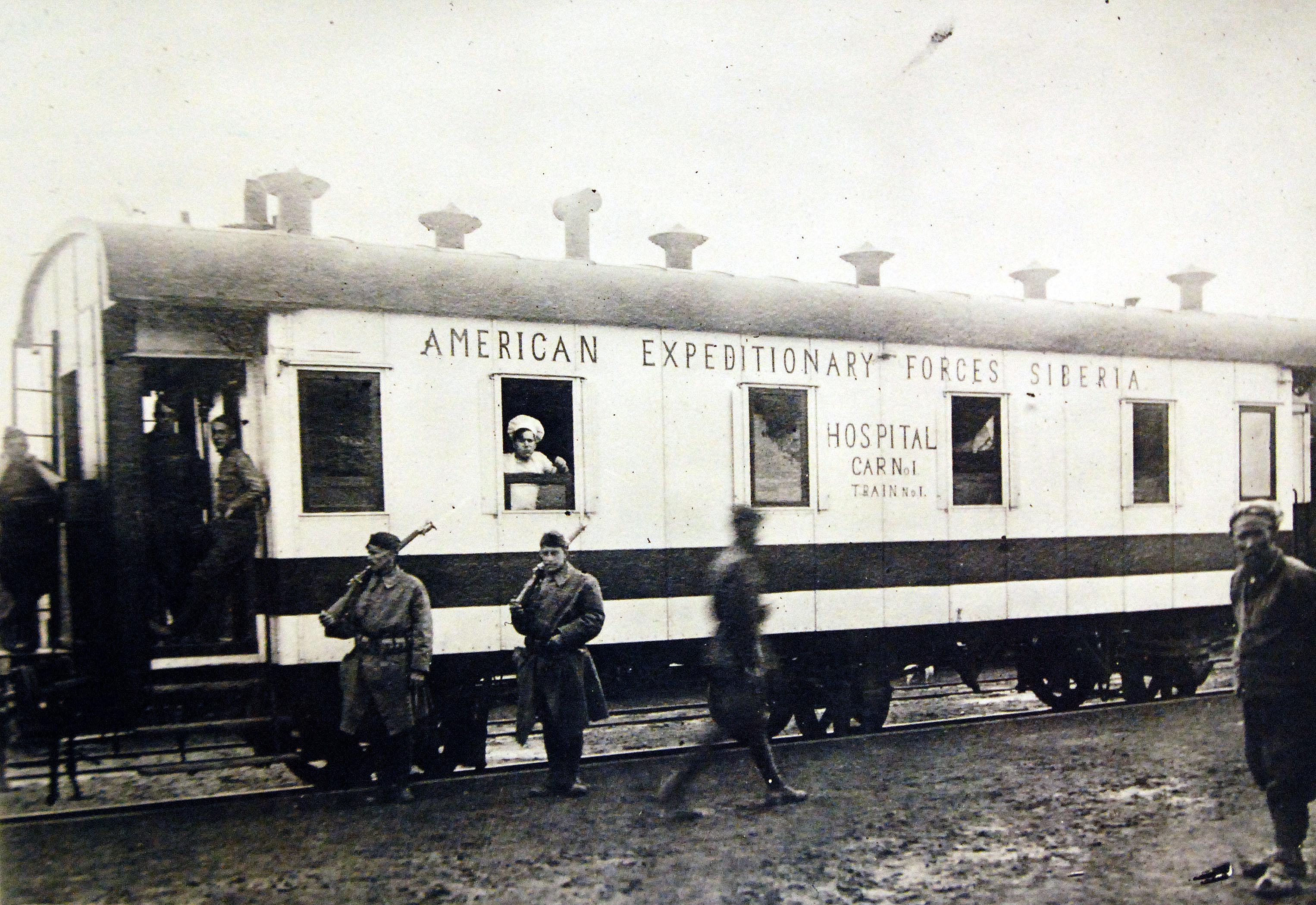
Vagón-hospital nº 1 de la AEF en Jabárovsk, Rusia.

A diferencia de sus homólogos aliados, el general Graves creía que su misión en Siberia era brindar protección a los bienes provistos por los estadounidenses y ayudar a evacuar la Legión Checoslovaca de Rusia, y que no incluía la lucha contra los bolcheviques. En repetidas ocasiones, pidiendo moderación, Graves a menudo se enfrentaba con los comandantes de las fuerzas británicas, francesas y japonesas, que también tenían tropas en la región y querían que tomara parte más activa en la intervención militar en Siberia.
Para operar el Ferrocarril Transiberiano, el Cuerpo de Servicio Ferroviario Ruso estaba formado por personal estadounidense.
La experiencia en Siberia para los soldados fue miserable. Los problemas con el combustible, las municiones, los suministros y los alimentos estaban muy extendidos. Los caballos acostumbrados a los climas templados no podían aguantar temperaturas bajo cero en Rusia. Las ametralladoras enfriadas con agua se congelaron y se volvieron inútiles. Los últimos soldados estadounidenses abandonaron Siberia el 1 de abril de 1920. Durante sus 19 meses en Siberia, 189 soldados murieron por todo tipo de causas. Como comparación, la fuerza expedicionaria estadounidense más pequeña del norte de Rusia experimentó 235 muertes por todas las causas durante sus 9 meses de lucha cerca de Arcángel.
Upton Sinclair, en su novela ¡Petróleo! hace referencia a la AEF en Siberia y atribuye motivos capitalistas como el principal impulsor de la misión.